# كاتدرائية مريم أم المعونات
كاتدرائية السيدة مريم أم المعونات هيَ أرمنيّة كاثوليكيّة تقع في حي العزيزية في القسم القديم من مدينة حلب. تُعتبر من أقدم الكنائس المبنيّة في حلب إذ يعود تاريخ بناءها إلى عام 1840، وتعمل كمقرّ لمطرانية الأرمن الكاثوليك في حلب. يقع في باحتها نصب تذكاري لضحايا الإبادة الجماعية للأرمن. تعرّضت الكنيسة للنهب خلال مجزرة حلب 1850 والتدمير خلال الحرب الأهلية السورية، وأُعيد ترميمها عام 2019. تستخدم الكنيسة اللغة الأرمنية كلغة طقسية في الصلوات والأنشطة الدينيّة.

## التاريخ
بدأت عملّية البناء في عهد إبراهيم كوبلي مطران الأرمن الكاثوليك في المدينة، إذ قرّر بناء كنيسة مستقلّة لطائفته، بعد أن اعترفت الدولة العثمانية بها ومنحتها حق بناء الكنائس، فاشترى دارًا واسعة في حي العزيزية ذو الغالبيّة المسيحيّة في عام 1831، واستمرّت أعمال توسيعها وتحويلها إلى كنيسة حتى العام 1840. أصبحت الكاتدرائية مركزًا لأهم المدارس الدينيّة في حلب وهيَ أخويَّة الحبَل بلا دَنَس للأرمن الكاثوليك التي تأسست عام 1650 وقدّمت العديد من الخدمات الكنسيّة والكهنوتيّة للمسيحيين في المدينة.
بعد اندلاع قومة حلب عام 1850 ووقوع أحداث عنف ضد المسيحيين والكنائس، تعرّضت الكاتدرائية للنهب لكنّها سلمت من الحريق الذي اشتعل في المدينة. بُني مدخل جديد للكنيسة عام 1910، وبدأت أعمال لتوسيعها بين عاميّ 1963 و 1966. وفي عام 1993 رُفعَ في باحة الكنيسة نصب تذكاري لشهداء الأرمن الذي قضَوا في الإبادة التي نفّذتها الدولة العثمانية ضدهم عام 1915.

### التدمير
خلال الحرب الأهلية السورية، تعرّضت للتدمير بنسبة 65٪ بعد أن قصفتها التنظيمات المسلحة في 9 يناير 2015. وقد أُعيد افتتاحها في ديسمبر 2019 بعد انتهاء أعمال الترميم التي أسهمت بها جمعيتي «الكنيسة المتألمة» و«الرسالة» السوريتين، وأبرشيات الأرمن الكاثوليك في إيطاليا وألمانيا والنيابة الرسولية في روما.

## الملحقات
تتبع للكنيسة صالة سارداراباد وهيَ صالة مسرحيّة تتسع لستّمئة شخص، ومدرسة مار غريغوريوس الكبرى التي بناها الرهبان المريميّون عام 1907 وتحوّلت عام 1956 لمدرسة ثانوية، بالإضافة لمدرستين أُخرتين أساسيّة وثانوية يديرهما بإدارة الكهنة الأرمن. يقع بجانب الكاتدرائية دار مطرانية الأرمن الكاثوليك وهو مقرّ إقامة الأسقف والمركز الإداري والتنظيمي للطائفة في حلب.